# Design Your Universe
| Recensione             | Giudizio |
| ---------------------- | -------- |
| 411mania               |          |
| About.com              |          |
| Allmusic               |          |
| BlackWindMetal         |          |
| Fantasy Megazine       |          |
| Heavy-Metal            |          |
| Lords of Metal         | 90/100   |
| Metal Invader          |          |
| Metallus.it            |          |
| MetalStorm             |          |
| Onda Alternativa       |          |
| Powermetal.it          |          |
| RockShock              |          |
| Sea of Tranquillity    |          |
| SpazioRock             |          |
| Sputnikmusic           |          |
| Stream of Consciousnes |          |
| TrueMetal              | 92/100   |

Design Your Universe è il quarto album in studio del gruppo musicale olandese Epica, pubblicato il 16 ottobre 2009 dalla Nuclear Blast.
Si tratta del primo album registrato insieme al chitarrista Isaac Delahaye, il quale ha sostituito Ad Sluijter, nonché il primo con il batterista Ariën van Weesenbeek ufficialmente in formazione – in The Divine Conspiracy figurava solamente come ospite – il quale ha anche registrato alcuni growl aggiuntivi in accompagnamento a Jansen, scritto alcuni riff di chitarra ed eseguito alcune parti parlate.

## Tematiche
Sebbene non si tratti di un concept album, in Design Your Universe si può ravvisare un filo rosso descritto così dal chitarrista Mark Jansen: 
 Altre tematiche trattate sono le esperienze di pre-morte (in Kingdom of Heaven), la necessità di sentirsi parte di una comunità e di lavorare insieme per combattere per i propri diritti e migliorare il mondo (in Deconstruct), la libertà (in Resign to Surrender) e in particolare quella di parola (in Martyr of the Free Word) e politica (in Semblace of Liberty). C'è spazio anche per testi più personali e riferiti al vissuto dei componenti del gruppo, ad esempio Tides of Time parla della morte della nonna di Jansen e Our Destiny della relazione romantica ormai finita fra lo stesso e Simone Simons. Burn to a Cinder è stato invece ispirato dal film Intervista col Vampiro.
Le tracce Resign to Surrender, Kingdom of Heaven e Design Your Universe sono rispettivamente la quarta, la quinta e la sesta parte della saga-concept A New Age Dawns, che è stata iniziata nell'album Consign to Oblivion e parla di risveglio spirituale ed esistenziale. 

## Stile musicale
Design Your Universe presenta uno stile musicale symphonic metal con influenze che, a seconda dei brani, oscillano tra death, thrash, progressive, melodic black, power e gothic. Rispetto agli album precedenti, questo è stato missato mettendo le chitarre più in evidenza.
Per l'album sono state campionate le voci di George H. W. Bush (in Semblance of Liberty), Martin Luther King Jr. e Malcolm X (in The Price of Freedom). Tony Kakko, cantante dei Sonata Arctica, figura come ospite nel brano White Waters, nel quale esegue alcune parti vocali. L'altra ospite d'eccezione è Amanda Somerville, la quale si è occupata della composizione delle linee vocali e dei testi aggiuntivi di tutto l'album insieme al produttore Sascha Paeth, condividendo con quest'ultimo anche i controcanti.

## Copertina
Sulla copertina è rappresentata al centro una donna che medita in una posizione yoga, la sua mano destra sprigiona energia positiva, mentre la sinistra energia negativa. La parte superiore è sommersa e vi si riescono a scorgere meduse e alghe, mentre sotto troviamo uno skyline, il profilo dei grattacieli di una città, come se la donna, grazie al potere del suo spirito, avesse capovolto il mondo. In sintesi, la copertina dell'album è una rappresentazione allegorica dell'Era dell'Aquario New Age e del tema principale dell'album.

## Promozione
L'album è stato anticipato dal singolo promozionale Unleashed, pubblicato a settembre 2009 e per il quale è stato pubblicato anche un videoclip. All'interno del disco promozionale è presente come b-side il brano Resign to Surrender (A New Age Dawns - Part IV), seconda traccia dell'album. Il 30 ottobre è stato pubblicato il brano Martyr of the Free Word all'interno di uno split contenente anche From the Heaven of My Heart degli Amorphis.
La promozione di Design Your Universe è proseguita attraverso una prima tappa europea, durante la quale gli Epica sono stati supportati dagli Amberian Dawn e dai Sons of Season, seguita da una americana, in cui i gruppi di apertura sono stati i Dååth, i Threat Signal ed i Blackguard. La Nuclear Blast ha annunciato che quest'ultimo tour è stato uno dei più riusciti dell'etichetta, cosa che indotto il gruppo a tornare oltreoceano con 24 ulteriori date, supportate dagli Scar Symmetry, dai Blackguard, dai Mutiny Within e dai The Agonist. Successivamente, gli Epica sono tornati in Europa, supportati dai ReVamp e dai Kells. Infine, nell'ultima tappa del tour mondiale, i supporter sono stati i MaYaN.
Durante il tour 2010/2011, gli Epica hanno partecipato a svariati festival musicali, tra cui il Pinkpop Festival, lo Sweden Rock Festival, l'Alcatraz Metal Fest, il Master of Rock Fest, il Metal Camp, l'Hammerfest ed il Metal Female Voices Fest. In seguito hanno preso parte anche al 70000 Tons of Metal Cruise, festival metal a bordo di una nave da crociera che ha solcato l'atlantico andando da Miami a Cozumel, e al Gods of Metal 2011.

### Gold Edition
Il 4 ottobre 2019 gli Epica hanno pubblicato la Gold Edition di Design Your Universe, ossia una riedizione rimasterizzata e remixata da Joost van den Broek e che include anche un secondo CD contenente le versioni acustiche di cinque brani dell'album; la nuova edizione è stata anticipata il 9 agosto dal lyric video di Kingdom of Heaven, pubblicato come singolo il successivo 6 settembre. Il giorno della pubblicazione dell'album è stato diffuso online anche il videoclip della versione acustica di Martyr of the Free Word.
Fra ottobre 2019 e gennaio 2020 il gruppo ha tenuto una ristretta tournée celebrativa in Europa, Israele, Sud America e Nord America. Durante questi concerti è stata presentato anche un inedito medley fra Deconstruct e Semblance of Liberty. Erano stati programmati per settembre 2020 dei concerti ulteriori in Sud America, ma a causa della pandemia di COVID-19 sono stati posticipati al novembre 2022; in tali occasioni, denominate An Evening with Epica, il gruppo si esibirà sia con brani tratti da Design Your Universe sia con altri tratti dal loro ottavo album.

## Tracce
1. Samadhi (Prelude) – 1:27 (Mark Jansen)
2. Resign to Surrender (A New Age Dawns - Part IV) – 6:19 (testo: Mark Jansen – musica: Mark Jansen, Jack Driessen, Simone Simons, Isaac Delahaye)
3. Unleashed – 5:48 (testo: Simone Simons – musica: Coen Janssen, Mark Jansen, Isaac Delahaye)
4. Martyr of the Free Word – 5:03 (testo: Mark Jansen – musica: Ariën van Weesenbeek, Coen Janssen, Mark Jansen, Isaac Delahaye)
5. Our Destiny – 6:00 (testo: Simone Simons – musica: Mark Jansen, Ariën van Weesenbeek, Yves Huts, Simone Simons, Isaac Delahaye)
6. Kingdom of Heaven (A New Age Dawns - Part V) – 13:35 (testo: Mark Jansen – musica: Mark Jansen, Isaac Delahaye)
7. The Price of Freedom (Interlude) – 1:14 (musica: Coen Janssen)
8. Burn to a Cinder – 5:41 (testo: Simone Simons – musica: Coen Janssen, Mark Jansen, Isaac Delahaye, Simone Simons)
9. Tides of Time – 5:34 (testo: Simone Simons – musica: Coen Janssen)
10. Deconstruct – 4:14 (testo: Simone Simons – musica: Yves Huts, Mark Jansen)
11. Semblance of Liberty – 5:42 (testo: Mark Jansen – musica: Mark Jansen, Isaac Delahaye)
12. White Waters – 4:44 (testo: Simone Simons – musica: Mark Jansen, Simone Simons, Isaac Delahaye)
13. Design Your Universe (A New Age Dawns - Part VI) – 9:29 (testo: Mark Jansen – musica: Mark Jansen, Isaac Delahaye, Coen Janssen)

Tracce bonus nelle edizioni Digibook, LP e digitale
1. Incentive – 4:11 (testo: Mark Jansen – musica: Mark Jansen, Isaac Delahaye)
2. Unleashed (Duet Version) – 5:50 (testo: Simone Simons – musica: Coen Janssen, Mark Jansen, Isaac Delahaye) – presente solo nell'edizione digitale

Traccia bonus nell'edizione giapponese
1. Nothing's Wrong – 3:24 (testo: Henny Vrienten, Marco Roelofs – musica: Frank Kleuskens, Fred Houben, Igor Hobus, Marco Roelofs) – originariamente interpretata dai De Heideroosjes

The Acoustic Universe – CD bonus nella Gold Edition
1. Burn to a Cinder – 5:32 (testo: Simone Simons – musica: Coen Janssen, Mark Jansen, Isaac Delahaye, Simone Simons)
2. Our Destiny – 5:13 (testo: Simone Simons – musica: Mark Jansen, Ariën van Weesenbeek, Yves Huts, Simone Simons, Isaac Delahaye)
3. Unleashed – 5:06 (testo: Simone Simons – musica: Coen Janssen, Mark Jansen, Isaac Delahaye)
4. Martyr of the Free World – 3:56 (testo: Mark Jansen – musica: Ariën van Weesenbeek, Coen Janssen, Mark Jansen, Isaac Delahaye)
5. Design Your Universe – 8:21 (testo: Mark Jansen – musica: Mark Jansen, Isaac Delahaye, Coen Janssen)

## Formazione
Gruppo
- Simone Simons – voce
- Mark Jansen – chitarra ritmica, grunt e scream, arrangiamenti orchestrali
- Isaac Delahaye – chitarra solista
- Yves Huts – basso, arrangiamenti orchestrali (traccia 10)
- Coen Janssen – sintetizzatore, pianoforte, baritono e basso aggiuntivi, arrangiamenti orchestrali (eccetto traccia 10), arrangiamento e conduzione del coro
- Ariën van Weesenbeek – batteria, grunt, voce parlata

Altri musicisti
- Linda van Summeren, Bridget Fogle – soprani
- Amanda Somerville – contralto, cori
- Cloudy Yang – contralto
- Previn Moore – tenore
- Malvin Edmondsen – basso
- Simon Oberender, Olaf Reitmeier – baritoni e bassi aggiuntivi
- Sascha Paeth – cori
- Miro Rodenberg – arrangiamenti orchestrali
- Tony Kakko – voce (traccia 12)

Produzione
- Sascha Paeth – produzione, ingegneria del suono, missaggio
- Epica – produzione
- Simon Oberender, Olaf Reitmeier – ingegneria del suono, editing
- Amanda Somerville – ingegneria del suono, produzione parti vocali
- Isaac Delahaye – ingegneria parti di chitarra
- Yves Huts – ingegneria parti di basso
- Joost van den Broek – ingegneria parti di pianoforte
- Mark Jansen – missaggio (traccia 7)
- Miro Rodenberg – mastering

## Classifiche
| Classifica (2009)         | Posizione massima |
| ------------------------- | ----------------- |
| Austria                   | 70                |
| Belgio (Fiandre)          | 66                |
| Belgio (Vallonia)         | 40                |
| Francia                   | 31                |
| Germania                  | 37                |
| Giappone                  | 228               |
| Paesi Bassi               | 8                 |
| Paesi Bassi (alternative) | 1                 |
| Portogallo                | 43                |
| Regno Unito (independent) | 36                |
| Repubblica Ceca           | 20                |
| Stati Uniti (heatseekers) | 12                |
| Svizzera                  | 27                |